# Préville (acteur)
Pour les articles homonymes, voir Préville.
 (mars 2015).
Si vous disposez d'ouvrages ou d'articles de référence ou si vous connaissez des sites web de qualité traitant du thème abordé ici, merci de compléter l'article en donnant les références utiles à sa vérifiabilité et en les liant à la section « Notes et références ».
Préville, nom de scène de Pierre-Louis Dubus, né à Paris le 19 septembre 1721 et mort à Beauvais (Oise) le 18 décembre 1799, est un acteur français.
Il est le grand-père de l'écrivain Alexandre Furcy Guesdon (1780-1856), connu sous le nom de plume « Mortonval ».

## Biographie
Alors qu’il joue dans une médiocre troupe de province, Jean Monnet découvre les talents naissants de Préville à Rouen et l’engage pour la Foire Saint-Laurent de 1743. Il repart en province et reçoit un ordre de début pour la Comédie-Française où il paraît le 20 septembre 1753 dans le rôle de Crispin du Légataire universel de Regnard et dans celui du valet de la Famille extravagante de Legrand. C’est une révélation : la diction, le geste, le regard, tout est vrai chez Préville et il ne tarde pas à représenter le type du comédien parfait, capable de rendre les personnages les plus divers.
Le Mercure de France de novembre 1753 écrit de lui : « M. Préville est bien fait, il a une jolie figure, de la jeunesse, une intelligence supérieure, une mémoire admirable, une grande aisance au théâtre, beaucoup de précision dans son jeu, & un jeu qui est entièrement à lui ; il a peut-être plus d’agilité que de vivacité, & plus d’épanouissement dans la physionomie que de fond de gaieté ».
On cite souvent ce mot de Louis XV au duc de Richelieu, après avoir vu jouer Préville à Fontainebleau : « Jusqu’ici j’ai reçu les comédiens pour vous ; je reçois celui-ci pour moi. Vous pouvez le lui annoncer ».
Dès 1769, il part en tournée en province pendant la période de relâche, à la fin de la saison théâtrale, et joue plusieurs fois à Bruxelles où le prince Charles-Alexandre de Lorraine l’acclame et le couvre de cadeaux.
De 1753 à 1786, il crée plus de soixante rôles à la Comédie-Française, dont les plus remarquables sont ceux de Géronte du Bourru bienfaisant (Goldoni, 1771), de Michau de La Partie de chasse de Henri IV (Collé, 1773), du Barbier de Séville (Beaumarchais, 1775) et de Bridoison du Mariage de Figaro (Beaumarchais, 1784), l’un de ses derniers rôles.  
Ami de David Garrick, qui le surnommait l’« Enfant de la nature », il avait épousé Madeleine-Angélique-Michelle Drouin (1731-1794), fille et sœur de comédiens. Il forma à l'art dramatique le jeune peintre Louis-Alexandre Péron (1776-1855)
Il meurt le 27 frimaire an VIII (18 décembre 1799) à Beauvais. Ses Mémoires ont été publiés par Henri-Alexis Cahaisse en 1812.

## Théâtre

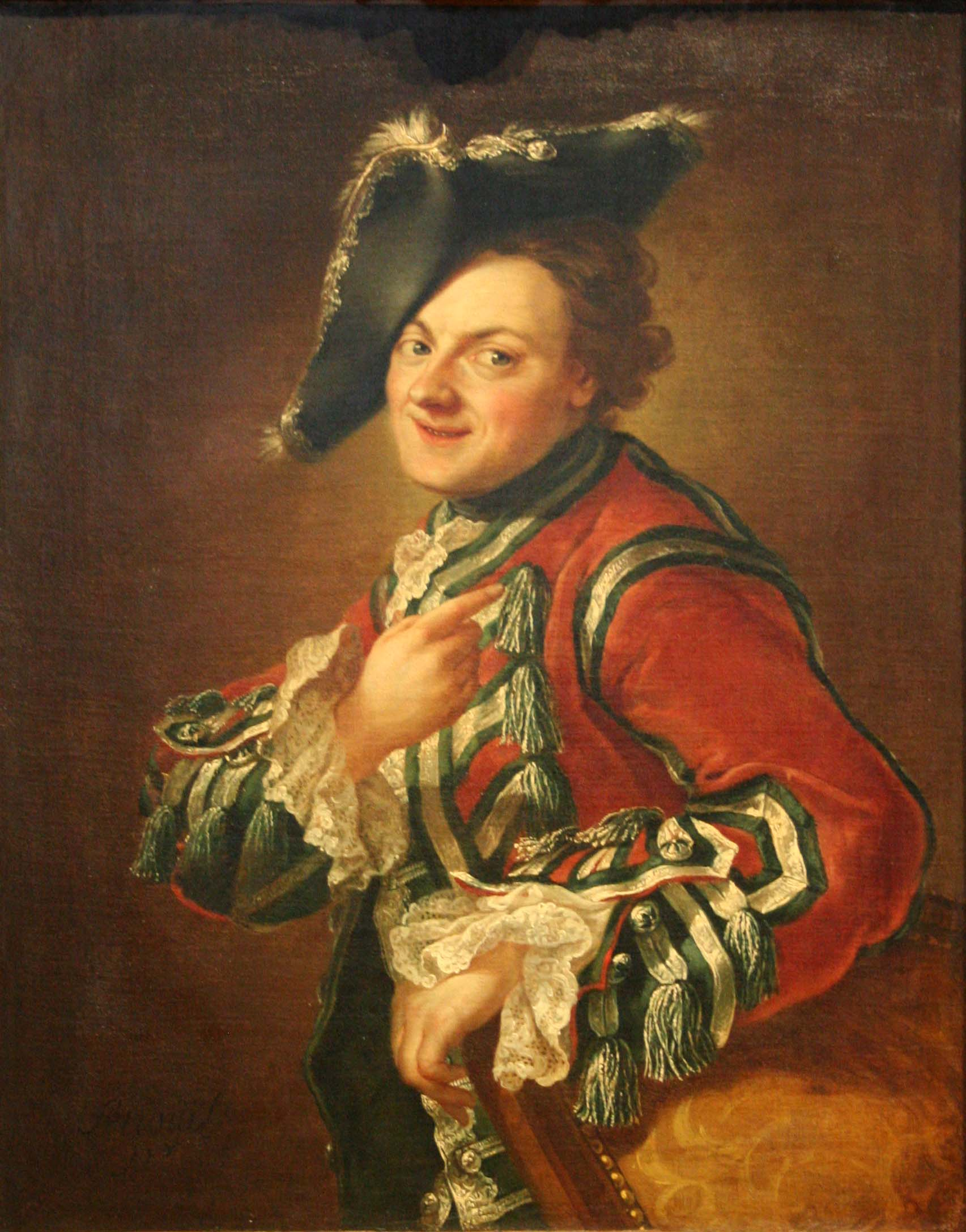
Jean-César Fenouil, Portrait du comédien Préville (1751), musée des beaux-arts de Marseille.

### Carrière à la Comédie-Française
- 1753 : Le Légataire universel de Jean-François Regnard : Crispin
- 1754 : Les Tuteurs de Charles Palissot de Montenoy : Crispin
- 1757 : Le Bourgeois gentilhomme de Molière : M. Jourdain
- 1760 : Le Café ou l'Écossaise de Voltaire : Fréport
- 1761 : Le Père de famille de Denis Diderot
- 1763 : L'Anglais à Bordeaux de Charles-Simon Favart : Sudmer
- 1765 : L'École des maris de Molière : Ergaste
- 1765 : L'Avare de Molière : Maître Jacques[4]
- 1765 : L'Orpheline léguée de Bernard-Joseph Saurin : Eraste
- 1765 : La Bergère des Alpes de Desfontaines-Lavallée : Germain
- 1765 : Le Tuteur dupé de Jean-François Cailhava de L'Estandoux : Merlin
- 1765 : Le Menteur de Pierre Corneille : Cliton
- 1765 : L'Époux par supercherie de Louis de Boissy : Lafleur
- 1765 : L'Étourdi ou les Contretemps de Molière : Mascarille
- 1765 : Le Chevalier à la mode de Dancourt : Crispin
- 1765 : Les Folies amoureuses de Jean-François Regnard : Crispin
- 1765 : Le Legs de Marivaux : le Marquis
- 1765 : Le Médecin malgré lui de Molière : Sganarelle
- 1765 : Les Fourberies de Scapin de Molière : Scapin
- 1765 : Le Méchant de Jean-Baptiste Gresset : Frontin
- 1766 : Nanine de Voltaire : Germon
- 1766 : Les Femmes savantes de Molière : Vadius[5]
- 1766 : Don Japhet d'Arménie de Paul Scarron : Don Japhet
- 1766 : George Dandin de Molière : Sotenville
- 1766 : Le Dépit amoureux de Molière : Gros René
- 1766 : La Coupe enchantée de Jean de La Fontaine et Champmeslé : Josselin
- 1766 : Le Joueur de Jean-François Regnard : Hector
- 1766 : Turcaret ou le Financier d'Alain-René Lesage : Turcaret
- 1766 : Amphitryon de Molière : Sosie
- 1766 : La Seconde Surprise de l'amour de Marivaux : Lubin
- 1766 : L'Homme à bonnes fortunes de Michel Baron : Pasquin
- 1766 : Le Malade imaginaire de Molière : M. Purgon
- 1766 : L'Enfant prodigue de Voltaire : Fierenfat
- 1767 : Eugénie de Beaumarchais : Hartley
- 1767 : Le Festin de pierre de Thomas Corneille : Sganarelle
- 1767 : Monsieur de Pourceaugnac de Molière : Sbrigani
- 1768 : Béverley de Bernard-Joseph Saurin : Stukéli
- 1768 : La Gageure imprévue de Michel-Jean Sedaine : le marquis de Clainville
- 1768 : Laurette de Gérard Du Doyer de Gastels : Morel
- 1768 : Les Deux Frères d'Alexandre-Guillaume de Moissy : Frontin
- 1768 : Les Fausses infidélités de Nicolas Thomas Barthe : Mondor
- 1768 : Les Valets maîtres de la maison de Marc-Antoine-Jacques Rochon de Chabannes : Rigaudon
- 1768 : Monsieur de Pourceaugnac de Molière : un avocat et un musicien
- 1769 : L'Orphelin anglais de Charles-Henri de Longueil
- 1769 : Le Mariage interrompu de Jean-François Cailhava de L'Estandoux : Frontin
- 1769 : Les Étrennes de l'amour de Jean-François Cailhava de L'Estandoux : l'abbé
- 1769 : La Comtesse d'Escarbagnas de Molière : Criquet
- 1769 : Crispin rival de son maître d'Alain-René Lesage : Crispin
- 1770 : Les Deux Amis ou le Négociant de Lyon de Beaumarchais : Aurelly
- 1770 : Le Marchand de Smyrne de Sébastien-Roch Nicolas de Chamfort : Kaled
- 1770 : Tartuffe de Molière : Tartuffe
- 1770 : Le Sicilien ou l'Amour peintre de Molière : Hali
- 1770 : Le Misanthrope de Molière : Oronte
- 1770 : George Dandin de Molière : Lubin
- 1770 : L'École des bourgeois de Léonor Soulas d'Allainval : Pot-de-vin
- 1770 : Les Plaideurs de Jean Racine : L'Intimé
- 1771 : Le Fabricant de Londres de Charles-Georges Fenouillot de Falbaire de Quingey : David
- 1771 : Jodelet ou le Maître valet de Paul Scarron : Jodelet
- 1771 : Don Japhet d'Arménie de Paul Scarron : Le harangueur et le courrier
- 1771 : Le Bourru bienfaisant de Carlo Goldoni : Géronte
- 1771 : L'Heureuse rencontre de Mme de Chaumont et Mme Rozet : Vincent
- 1772 : L'Anglomane de Bernard-Joseph Saurin : Ergaste
- 1772 : Le Misanthrope de Molière : Dubois
- 1772 : Le Préjugé vaincu de Marivaux : Lépine
- 1773 : Alcidonis de Lonvay de La Saussaye : Dave
- 1773 :  Le Centenaire de Molière de Jean-Baptiste Artaud : Sosie
- 1773 : Sganarelle ou le Cocu imaginaire de Molière : Sganarelle
- 1774 : La Partie de chasse de Henri IV de Charles Collé : Michau
- 1774 : Le Vindicatif de Gérard Du Doyer de Gastels : Sir St Alban
- 1774 : Les Amants généreux de Marc-Antoine-Jacques Rochon de Chabannes : Verner
- 1775 : Le Barbier de Séville de Beaumarchais : Figaro
- 1775 : Albert Ier d'Antoine Le Blanc de Guillet : Dérick
- 1775 : Le Célibataire de Claude-Joseph Dorat : Saint Gérans
- 1775 : Le Gâteau des rois de Barthélemy Imbert : Bernard
- 1775 : Le Mariage clandestin de Pierre-René Le Monnier : Milord Ogleby
- 1776 : La Rupture de Madame Delhorme : Oronte
- 1776 : Le Malheureux imaginaire de Claude-Joseph Dorat : le baron de Saint-Brice
- 1777 : L'Amant bourru de Jacques-Marie Boutet de Monvel : Saint-Germain
- 1777 : L'Égoïsme de Jean-François Cailhava de L'Estandoux : Polidor
- 1777 : L'Inconséquent ou les Soubrettes de Pierre Laujon : le marquis des Allerets
- 1778 : L'Homme personnel de Nicolas Thomas Barthe : Gercour
- 1778 : L'Impatient d'Étienne-François de Lantier : M. de Borchamp
- 1778 : Le Chevalier français à Londres de Claude-Joseph Dorat : Milord Arlington
- 1778 : Le Chevalier français à Turin de Claude-Joseph Dorat : le comte de Sénante
- 1779 : L'Amour français de Marc-Antoine-Jacques Rochon de Chabannes : le baron de Neugermain
- 1779 : Les Muses rivales ou l'Apothéose de Voltaire de Jean-François de La Harpe : Momus
- 1780 : Les Étrennes de l'amitié, de l'amour et de la nature de Dorvigny : Saint Franc
- 1780 : Les Noces houzardes de Dorvigny : M. Subtile
- 1781 : Le Quiproquo de François-René Molé : le baron
- 1782 : L'Écueil des mœurs de Charles Palissot de Montenoy : un cocher de remise
- 1782 : L'Inauguration du Théâtre-Français de Barthélemy Imbert : le génie de Molière
- 1782 : Le Satirique de Charles Palissot de Montenoy : Oronte
- 1782 : Le Vieux garçon de Paul-Ulric Dubuisson : Gercour
- 1782 : Les Amants espagnols de Jean Siméon Beaugeard de Marseille : Cadrille
- 1782 : Les Journalistes anglais de Jean-François Cailhava de L'Estandoux : M. Discord
- 1782 : Molière à la nouvelle salle ou les Audiences de Thalie de Jean-François de La Harpe : Molière
- 1783 : Le Déjeuner interrompu de Marie-Émilie de Montanclos : M. de Nerval
- 1783 : Les Aveux difficiles d'Étienne Vigée : Frontin
- 1784 : L'Avare cru bienfaisant de Jean-Louis Brousse-Desfaucherets : Cranifort
- 1784 : Le Mariage de Figaro de Beaumarchais : Brid'oison
- 1792 : Le Bourgeois gentilhomme de Molière : M. Jourdain (reprise exceptionnelle avec Préville et Mme Préville (dans le rôle de Mme Jourdain), tous deux étant à la retraite depuis  1786[6]

## Iconographie
- Jean-Baptiste Massé, Pierre Louis Dubus (1721–1799), dit Préville, de la Comédie-Française, miniature sur ivoire, New York, Metropolitan Museum of Art[7]
- Jean-César Fenouil, Portrait du comédien Préville, 1751, huile sur toile, musée des beaux-arts de Marseille

## Sources
- Base documentaire La Grange sur le site de la Comédie-Française (pièces et rôles joués)
- Henry Lyonnet, Dictionnaire des comédiens français, ceux d'hier : biographie, bibliographie, iconographie; T.II : E-Z, Genève, Bibliothèque de la Revue Universelle Internationale Illustrée, 1912, 720 p., pp.549-551 (lire en ligne)